# Disco (espeleología)

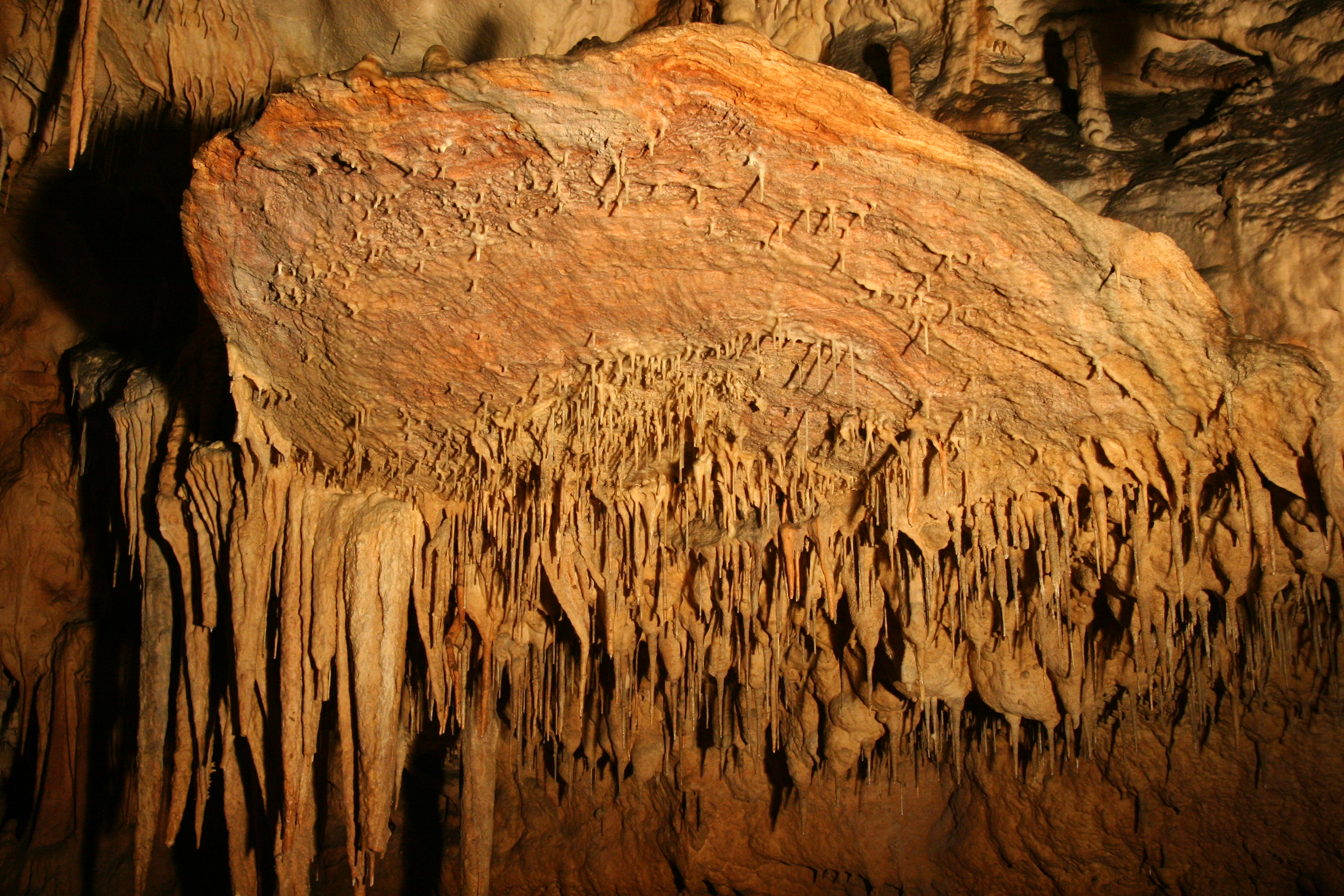
Escudo, paleta, disco,... Un espeleotema realmente habitual.

En espeleología, un disco, plato, escudo, paleta de pintor o paleta es un espeleotema que se forma cuando a través de una grieta de la roca sale agua con una cierta presión y libera el dióxido de carbono; el carbonato precipita a partir de los bordes de la grieta adquiriendo la forma de disco en cada uno de los dos lados. Esos discos separados por una corta distancia, marcada por el tamaño de la grieta, pueden ser desde unos centímetros hasta llegar a los tres metros. Es un espeleotema habitual.

## Variedades

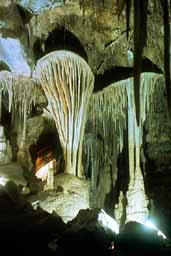
Estos paracaídas han completado el crecimiento hasta convertirse en columnas.

El paracaídas es una variedad de este espeleotema.
La estegamita por su apariencia podría parecer una variedad de este espeleotema, sin embargo su formación no tiene relación y se consideran completamente distintos.